# Wilhelm Willms
Wilhelm Willms (* 4. November 1930 in Rurdorf an der Rur, heute Linnich; † 25. Dezember 2002 in Heinsberg) war ein deutscher Priester und Verfasser geistlicher Lieder und Lyrik.

## Leben und Werk
Nach dem Krieg wuchs Willms in Düsseldorf-Oberkassel auf. Nach einigen Semestern Studium der Kunstgeschichte wechselte er zur Theologie (Bonn und München) und 1957 wurde er in Aachen zum Priester geweiht. Er wirkte zunächst als Kaplan in Viersen-Bockert St. Peter, dann in Aachen und in St. Dionysius in Krefeld, dann Propst in St. Gangolf in Heinsberg.
1972 gewann er beim Wettbewerb „Kiel oben – Kiel unten“ zum Neuen Geistlichen Lied anlässlich der Segelolympiade 1972 in Kiel den ersten, zweiten und dritten Preis für seine Liedtexte (vertont von Hans-Jörg Böckeler). 1983 brachte er zusammen mit Pater Stephan Reimund Senge von der Abtei Himmerod den Psalmenband Spiel-Räume zum Lobpreis heraus.
1985 textete Wilhelm Willms das Musical Wagnis und Liebe über das Leben des Gründers der Schönstatt-Bewegung und Entwicklers der Kentenich-Pädagogik Josef Kentenich, das von dem Komponisten Ludger Edelkötter vertont wurde. Andere Texte wurden auch von Peter Janssens vertont, etwa „Brot, das die Hoffnung nährt“, das 2013 Eingang ins Katholische Gesangbuch Gotteslob gefunden hat.
Von 1980 bis 1990 wirkte er an der Theresienkirche in Aachen (Personalgemeinde). Seit einem Schlaganfall während einer Messe am ersten Adventssonntag 1990 war er für freie Mitarbeit in seiner Diözese (unter anderem im Bildungswerk Aachen) freigestellt. Sein Wahlspruch lautete „Geht hin zu allen geschöpfen predigend die frohe botschaft … denn die schöpfung liegt in wehen harrend auf erlösung, auf befreiung“.
Willms schrieb zahlreiche Bücher und Texte Neuer geistlicher Lieder (über 200). Er war Mitglied der Oekumenischen Textautoren- und Komponistengruppe der Werkgemeinschaft Musik e. V. und der AG Musik in der Ev. Jugend e. V., heute Textautoren- und Komponistengruppe TAKT.

## Werke
- Alle Knospen springen auf, vertont von Ludger Edelkötter, Erna Woll und Peter Janssens
- Brot, das die Hoffnung nährt, vertont von Peter Janssens
- Die Völker spielen Völkerball, vertont von Peter Janssens
- Kann denn das Brot so klein, vertont von Ludger Edelkötter
- Kyrie – Wie ein Vogel im Nest, vertont von Peter Janssens
- Vergissmeinnicht-Litanei, vertont von Peter Janssens
- Weißt du, wo der Himmel ist, vertont von Ludger Edelkötter und Hans-Jörg Böckeler
- Welcher Engel wird uns sagen, vertont von Peter Janssens und Hans-Jörg Böckeler
- Wenn das rote Meer grüne Welle hat, vertont von Peter Janssens und Hans-Jörg Böckeler
- Wenn jeder gibt was er hat, vertont von Peter Janssens
- Wir spinnen knüpfen weben, vertont von Peter Janssens
- Kevelaerer Kredo, 1972, vertont von Werner Haentjes 1976 und Hans-Jörg Böckeler 1991
- Ave Eva, Musical, 1974, Musik: Peter Janssens
  - Ich will gegen das Geläut der Leute, vertont von Peter Janssens
  - Geh, geh, geh zum Fels, vertont von Peter Janssens
  - Einmal wurde es am Himmel hell, vertont von Peter Janssens
  - Steht auf vom Tod, vertont von Peter Janssens
  - Der Himmel geht über allen auf, vertont von Peter Janssens
- Utopia – Blueskantate, 1974, Musik: Nis-Edwin List-Petersen
- Franz von Assisi, 1977, Musik: Peter Janssens
- Wir mauern Jericho, 1980, Musik: Detlev Jöcker
- Erstkommunionmesse „Der Weinberg steht in Blüte“, 1983, Musik: Hans-Jörg Böckeler
- Tuchfühlungsmesse, 1986, Musik: Hans-Jörg Böckeler
- Wagnis und Liebe, 1985